# Mikołaj (Velimirović)
Mikołaj, imię świeckie Nikola Velimirović, kanonizowany jako Mikołaj Serbski (ur. 4 stycznia 1881 w Leliciu, zm. 18 marca 1956 w South Canaan) – serbski biskup prawosławny, święty Serbskiego Kościoła Prawosławnego.

## Życiorys

### Młodość
Urodził się w rodzinie Dragomira i Katariny Velimiroviciów jako pierwsze z dziewięciorga dzieci, na wsi w zachodniej części Serbii. W dzieciństwie razem z matką wielokrotnie pielgrzymował do Monasteru Ćelije; w swoich późniejszych wspomnieniach podkreślał jej wpływ na uformowanie się jego głęboko religijnego światopoglądu. W dzieciństwie przyszły święty wielokrotnie chorował; słaby stan zdrowia uniemożliwił mu podjęcie nauki w akademii wojskowej. Wstąpił zatem do seminarium św. Sawy w Belgradzie, które ukończył w 1905. Naukę kontynuował na uniwersytetach w Bernie i w Oksfordzie, uzyskując dwa dyplomy doktorskie. Po powrocie do Serbii zapadł na dyzenterię. Złożył wówczas przysięgę, że w razie wyzdrowienia poświęci resztę życia służbie Bogu. Po odzyskaniu zdrowia złożył wieczyste śluby zakonne w monasterze Rakovica, gdzie został również wyświęcony na kapłana. Rok 1910 spędził w Rosji, przygotowując się do podjęcia pracy wykładowcy seminarium w Belgradzie. Nauczał tam filozofii, logiki, historii oraz języków obcych (znał ich siedem). Przed 1914 został podniesiony do godności archimandryty. W czasie pracy jako wykładowca opracował pierwszy zbiór swoich kazań.

### Okres międzywojenny
W momencie wybuchu I wojny światowej archimandryta Mikołaj został skierowany na misję dyplomatyczną najpierw do Wielkiej Brytanii, a następnie do USA. W 1919, po powrocie do Królestwa SHS, został wyświęcony na biskupa Žičy. W tym samym roku założył Prawosławną Narodową Wspólnotę Chrześcijańską. W 1920 na własne życzenie objął katedrę ochrydzką. W 1921 odbył podróż po Stanach Zjednoczonych, gdzie wygłosił ponad 100 otwartych wykładów, gromadząc środki na działalność charytatywną swojej diecezji i organizując struktury Serbskiego Kościoła Prawosławnego w USA. Podobną trzymiesięczną podróż odbył w 1927. W 1931 został ordynariuszem nowo utworzonej eparchii ochrydzko-bitolskiej, łączącej dwie odrębne dotąd administratury. Na katedrę  Žičy wrócił w 1936.

### II wojna światowa i emigracja
W 1941 został aresztowany za krytykę nazizmu i osadzony w monasterze Ljubostir Vojlovici, zaś we wrześniu 1944 deportowany razem z patriarchą Gabrielem V do obozu koncentracyjnego w Dachau, gdzie przebywał do wyzwolenia obozu w maju 1945. Wobec objęcia władzy w wyzwolonej Jugosławii przez komunistów, zdecydował się nie wracać do kraju, lecz emigrował w 1946 do USA. Przez trzy lata był wykładowcą w seminarium duchownym św. Sawy w Libertyville, po czym w 1951 przeniósł się do monasteru św. Tichona w South Canaan, gdzie przebywał do swojej śmierci, wykładając w miejscowym seminarium. Do końca życia pozostawał aktywnym kaznodzieją i wykładowcą; oprócz zajęć prowadzonych w seminarium serbskim gościnnie prowadził wykłady również w seminarium Rosyjskiego Kościoła Prawosławnego poza granicami Rosji przy monasterze Trójcy Świętej w Jordanville oraz w seminarium św. Włodzimierza w Crestwood należącym do tzw. Rosyjskiej Metropolii.
W latach 50. XX wieku opracował Oficjum ku czci św. męczenników serbskich, którzy zginęli od czasów króla Łazarza do dziś, w którym w formie dwunastozgłoskowej pieśni epickiej przedstawiał naród serbski jako społeczność poddawaną w ciągu wieków szczególnym prześladowaniom.
Jego uroczystości pogrzebowe odbyły się w serbskim soborze św. Sawy w Nowym Jorku, zaś jako miejsce pochówku wybrano monaster św. Sawy w Libertyville. 27 kwietnia 1991, zgodnie z życzeniem zmarłego, pragnącego zostać pochowanym w Serbii, szczątki duchownego zostały ekshumowane i pochowane w monasterze Ćelije, obok grobu jednego z uczniów duchowych biskupa, archimandryty Justyna (Popovicia).

## Poglądy

### Świętosawie
Jako biskup i publicysta cerkiewny, w okresie międzywojennym Mikołaj (Velimirović) należał do najważniejszych przedstawicieli koncepcji świętosawia, którego ideologię w znacznej mierze współtworzył. W 1935 w artykule zatytułowanym Nacionalizam svetog Save (serb. Nacjonalizm świętego Sawy) sformułował tezę, iż nacjonalizm serbski jest najstarszym ruchem tego typu na świecie i został zapoczątkowany przez św. Sawę. Twierdził również, że naród serbski posiada własną „duszę”, której nieodłączną częścią składową jest prawosławie zestawione w specyficzny sposób z nacjonalizmem (pojmowany jako umiłowanie ojczyzny, bez elementu szowinizmu).
Mikołaj (Velimirović) był zwolennikiem poglądu o nadzwyczajnej misji narodu serbskiego i szczególnym przymierzu z Bogiem, jakie ten miał zawrzeć poprzez działalność św. Sawy i zabitego po bitwie na Kosowym Polu Łazarza Hrebeljanovicia. Rozpowszechnił mesjanistyczną interpretację mitu narodowego związanego z tą bitwą, według której Łazarz miał przed bitwą widzenie anioła, który nakazał mu dokonanie wyboru między królestwem ziemskim i niebieskim. Łazarz wybrał niebieskie, co sprawiło, że Serbowie ponieśli w walce klęskę, a sam książę zginął, umożliwiając jednak nadanie historii swojego narodu szczególnego znaczenia. W swoich kazaniach głoszonych co roku w dzień św. Wita (rocznicę bitwy) duchowny określał ją jako święte pole i życiodajny grób, podniosłą epopeję mistyki i chwały prawosławnego Bałkanu.
Przypisując narodowi serbskiemu szczególne znaczenie w historii świata, Mikołaj (Velimirović) nie uznawał go za doskonalszy od innych nacji, podkreślając, że boży plan zbawienia obejmuje wszystkich ludzi. Przekonywał jednak, że Serbowie są z woli bożej najbardziej duchowym i najbardziej ludzkim narodem na świecie, w szczególny sposób uszlachetnionym i wręcz predestynowanym do zbawienia. Podkreślał przy tym, że nacjonalizm bez podłoża religijnego nie ma sensu i szybko staje się siłą destrukcyjną. Twierdził, że nacjonalizm serbski ma charakter ogólnochrześcijański i w praktyce pokrywa się z realizacją zasad moralnych tej religii.
W innych tekstach Mikołaj (Velimirović) twierdził, że Kościół chrześcijański pierwszych wieków stał w opozycji do wszelkich ruchów etnicznych, zachowując w ten sposób swoją mistyczną tożsamość. Dopuszczał jedynie „patriotyzm społeczny”, którego egzemplifikacją miał być dla niego św. Paweł.

#### Krytyka cywilizacji zachodnioeuropejskiej
Mikołaj (Velimirović) kontrastował ze sobą kulturę serbską i zachodnioeuropejską, konsekwentnie krytykując tę ostatnią. Jego zdaniem odejście społeczeństw zachodnich od chrześcijaństwa oznaczało śmierć tamtejszej kultury, zwycięstwo ateizmu i wiary w „człowiekoboga”. Jako odpowiedzialnych za ten proces teolog wymieniał przede wszystkim Darwina, Marksa i Nietzschego, jednak w drugiej kolejności potępiał również niemieckich romantyków, francuskich encyklopedystów, twórców i uczonych okresu realizmu, wreszcie kolejnych papieży i Żydów. Jako przeciwwagę dla zachodu Mikołaj (Velimirović) wskazywał, oprócz własnego narodu, także prawosławnych Rosjan.
W 1935 Mikołaj (Velimirović) pozytywnie wypowiedział się nt. Adolfa Hitlera, chwaląc jego stosunek do religii i twierdząc, że Hitler zrozumiał naukę św. Sawy o nacjonalizmie. Duchowny twierdził później, że miał zamiar podkreślać myśl św. Sawy, nie zaś gloryfikować niemieckiego dyktatora. W wielu późniejszych wypowiedziach krytycznie odnosił się do nazizmu, chociaż współpracował z nacjonalistycznymi organizacjami serbskimi, w tym kolaboracyjnymi.

### Inne koncepcje teologiczne i polityczne
Mikołaj (Velimirović) w swoich tekstach wielokrotnie powracał do problemów grzechu, pokuty i przebaczenia. Kwestie te postrzegał w kategoriach wielkiego łańcucha przyczynowo-skutkowego, rozpoczętego przez upadek człowieka. Twierdził również, że wina jednostki nieuchronnie piętnuje całą społeczność, do której ona przynależy. Szczególnym przypadkiem takiej sytuacji jest grzech władcy, który zdaniem biskupa wywoływał „grzeszność” całego narodu. Naprawienie poczynionego w ten sposób zła miało polegać na powrocie do stanu sprzed popełnienia grzechu – do tego czasu dana społeczność była skazana na cierpienie. W ujęciu hierarchy cierpienie powinno być traktowane również jako dar boski, zsyłany w celu praktycznej realizacji prawd wiary i utwierdzania wiernych w ich przekonaniach.
Był zwolennikiem dialogu ekumenicznego i wspólnego poszukiwania dróg do przywrócenia jedności Kościoła. Sam utrzymywał kontakty z intelektualistami katolickimi i protestanckimi, jak również z duchownymi Rosyjskiego Kościoła Prawosławnego poza granicami Rosji. Jego starania na rzecz zjednoczenia chrześcijan sprawiły, że był porównywany z Władimirem Sołowjowem.
Monarchista, w czasie II wojny światowej popierał działalność czetników Dragoljuba Mihailovicia, poparł również Milana Nedicia. Z tych powodów po II wojnie światowej był w Jugosławii oskarżany o faszyzm. Wiele jego wypowiedzi nosiło również znamiona antysemityzmu. Mikołaj (Velimirović) twierdził m.in., iż jedynie Żydzi są winni śmierci Jezusa Chrystusa, zrywając tym samym szczególne przymierze z Bogiem.
Jest autorem dzieł prozy poetyckiej, esejów, modlitw oraz przekładów tekstów teologicznych. W swojej twórczości starał się dokonać przewartościowania pojęcia „teologia”, którą pojmował jako dyscyplinę łączącą filozofię przyrody, antropologię i metodę badania sytuacji człowieka w świecie. Zwłaszcza we wczesnych pismach traktował rozważania teologiczne jako specyficzną formę sztuki oraz filozofii kultury. Pragnął, by teologia zerwała ostatecznie ze scholastyką i stała się dynamicznym systemem rozważań nad całością ludzkiej aktywności, także w wymiarach kulturalnym i psychologicznym. W związku z tym, mimo faktu, iż nie stworzył ostatecznie jednolitego systemu filozoficznego, część jego apologetów uważa go za twórcę „kopernikańskiego przewrotu w teologii”.

### Obecność koncepcji Mikołaja (Velimirovicia) w polityce
Na myśl religijno-polityczną biskupa powoływali się działacze nacjonalistycznej organizacji ZBOR na czele z jej przywódcą Dimitrije Ljoticiem.
W czasie odradzania się serbskiego ruchu nacjonalistycznego w połowie lat 80. XX wieku i w dekadzie kolejnej jego przedstawiciele bardzo często nawiązywali do historiozoficznych koncepcji Mikołaja (Velimirovicia), zaś on sam, razem ze swoim uczniem Justynem (Popoviciem), został ogłoszony „filarem serbskiej duchowości”. W Jugosławii, a następnie Serbii wydane zostały zbiory ich tekstów, zaś prasa cerkiewna na masową skalę przedrukowywała ich artykuły i kazania. Kontynuatorami nauki biskupa ogłosili się m.in. hierarchowie Serbskiego Kościoła Prawosławnego Amfilochiusz (Radović), Artemiusz (Radosavljević), Ireneusz (Bulović) i Atanazy (Jevtić). Zdaniem Doroty Gil dzieła hierarchy były jednak traktowane w sposób wybiórczy – uwypuklano te teksty jego autorstwa, w których występował z krytyką cywilizacji zachodnioeuropejskiej i przypisywał Serbom szczególną misję.

## Kanonizacja i upamiętnienie
Proces kanonizacyjny Mikołaja (Velimirovicia) rozpoczął się w Serbskim Kościele Prawosławnym w połowie lat 80. XX wieku. Duchownego ogłoszono świętym w 2003. Od tego momentu jest w literaturze prawosławnej określany również jako Mikołaj Serbski. Kult św. Mikołaja (Velimirovicia) istnieje również w Polskim Autokefalicznym Kościele Prawosławnym oraz w Kościele Prawosławnym w Ameryce.
Autorem żywota świętego jest biskup Artemiusz (Radosavljević), który porównał go do św. Jana Złotoustego. Inne określenie postaci duchownego występujące we współczesnej serbskiej literaturze hagiograficznej to Wszechserb (oryg. Svesrbin), Pierwszy Wszechserbski Patriarcha po św. Sawie, trzynasty Apostoł, piąty Ewangelista, pisarz Serbskiej Ewangelii, Męczennik ponad Męczennikami, Apostoł ponad Apostołami. Metropolita Amfilochiusz (Radović) twierdził, że pisma Mikołaja (Velimirovicia) dały odpowiedź na błędne koncepcje chrześcijaństwa zachodniego, doprowadziły natomiast do zbliżenia między duchowością chrześcijańską i hinduistyczną.

## Krytyka
Równolegle z kultem Mikołaja (Velimirovicia) w Serbii pojawiła się krytyka jego koncepcji teologicznych oraz historiozoficznych. Przeciwnicy świętosawia zarzucają duchownemu tworzenie koncepcji pseudoteologicznych na użytek ludowy, występowanie w roli „trybuna narodowego” i posługiwanie się w tym celu uproszczonymi elementami doktryny prawosławnej. Radovan Bigović zarzucił mu „nieświadome rozbijanie nauki chrześcijańskiej o Trójcy Świętej” i monizm. Vladeta Jerotić określił pisma biskupa jako niewnoszące do teologii prawosławnej niczego nowego, zaś jego samego jako „niespełnionego artystę”; autor ten wyżej ocenił prace Justyna (Popovicia).